# Polarquappengroppe
Die Polarquappengroppe (Cottunculus microps, Syn.: C. konstantinovi, C. sadko) ist eine im Nordatlantik lebende Fischart aus der Familie der Dickkopf-Groppen (Psychrolutidae). Sie kommt von der südwestlichen Barentssee über Spitzbergen und die Bäreninsel, entlang der Küste Norwegens, bei den Färöern und Island, an der Süd- und Ostküste Grönlands, bei Labrador, im Sankt-Lorenz-Golf bis nach New Jersey vor.

## Merkmale
Die Polarquappengroppe wird  maximal 30 cm lang, die Durchschnittsgröße liegt bei 14 cm. Ihre Haut ist mit stachligen Knochenplatten bedeckt und dadurch sehr rau. Der große Kopf ist mit vier stumpfen Knochenhöckern versehen, die sich zwischen und hinter den Augen befinden. Die Fische sind grau und mit drei bis vier dunklen vertikalen Bändern gemustert.

## Lebensweise
Die Polarquappengroppe lebt auf dem Meeresgrund in Tiefen von 165 bis 215 Metern, gelegentlich auch bis in Tiefen von über 1300 Metern. Sie ernährt sich von Vielborstern, Schwebegarnelen, Flohkrebsen und Asselspinnen. Die Laichzeit liegt vermutlich im Juni und Juli. Es werden etwa 200 relativ große Eier abgelegt, die einen Durchmesser von 4,5 bis 5,0 mm haben.